# Беклемішево (Читинський район)
Беклемі́шево (рос. Беклемишево) — село у складі Читинського району Забайкальського краю, Росія. Адміністративний центр Беклемішевського сільського поселення.

## Населення
Населення — 1152 особи (2010; 1269 у 2002).
Національний склад (станом на 2002 рік):
- росіяни — 91 %